# Parque Natural Municipal da Prainha
O Parque Natural Municipal da Prainha, popularmente conhecido como Parque da Prainha, é um parque público que está sobreposto à áreas de preservação ambiental da Prainha, de Grumari e da Pedra Branca e sobreposto ao Parque Estadual da Pedra Branca. O parque foi criado em 1999, com 147 hectares, localizado no bairro do Recreio dos Bandeirantes, na cidade do Rio de Janeiro, Brasil.
A gestão do parque é feita pela Secretaria Municipal de Meio Ambiente (SMAC).

## História
No século XVII, a região da Prainha fazia parte da Fazenda Camorim, Vargem Pequena e Vargem Grande, de propriedade de Vitória de Sá e Benevides, neta de Salvador Correia de Sá. Com seu falecimento, as terras, sob testamento, foram doadas ao Mosteiro de São Bento, que vendeu as terras para o Engenho Central de Jacarepaguá. Em 1891, para saldar dívidas, as terras foram passadas para o Banco de Crédito Móvel, que desmembrou a propriedade.
Em 1970, construíram a Avenida Estado da Guanabara, facilitando o acesso a região da Prainha.
No ano de 1989, as terras já de propriedade da família Drault Emany, havia acordado um projeto, com a Construtora Santa Isabel, para a construção de um condomínio residencial e hoteleiro na região da Prainha. Surfistas e frequentadores da praia, organizaram manifestações contra a construção e pedindo a proteção ambiental da região.
No ano de 1993, a Prefeitura do Rio de Janeiro iniciou as negociações com a família Drault Ernany. No dia 11 de janeiro de 1990, sob a Lei Municipal nº 1.534, foi criada a APA da Prainha, com 166 hectares. E, no ano de 1999, o processo de transferências das terras para o município foram finalizados, e o parque foi criado sob o Decreto Municipal de nº 17.426, na data de 25 de março de 1999.
No dia 15 de setembro de 2001, foi inaugurado o parque, pela Secretaria Municipal de Meio Ambiente.

## Ecossistema

### Flora
A vegetação é característica do bioma de Mata Atlântica e de costas rochosas, restinga e alagados, e está inserida no domínio da Floresta Ombrófila Densa Submontana. Foram registradas aproximadamente 250 espécies vegetais, entre elas, orquídeas, bromélias, pau ferro, carrapateira, figueiras, pau-jacaré, pau-d’alho, cedrinho, embaúba, entre outras. Também há presença de espécies em ameaçadas de extinção como a maçaranduba e o pau-brasil. Há a presença de espécies introduzidas como bananeira, capim-colonião e capoeira. E próximo a entrada do parque foram introduzidas fruta-pão, amendoeira, casuarina e jaqueira.

### Fauna
A fauna é bem variada, com presença de aves como os periquitos, colibris, corujas, rolinhas, bem-te-vis, tiês-sangue, saíras, juritís, garrinchão, e espécies em ameaça de extinção como os gaviões e as maitacas. Podemos encontrar répteis como a jararaca, jararacuçu, cobra-cipó, caninana, jabuti de cabeça vermelha e a tartaruga verde, símbolo do Parque da Prainha. Entre os mamíferos encontramos bicho preguiça, morcegos, gato-do-mato, cachorro-do-mato, mão pelada, gambá, cuícas, mico estrela, coelho do mato, pacas e roedores.

### Clima
O parque está inserido em uma região de clima tropical, com temperatura média anual de 24°C. A média anual de precipitação fica entre 1.001 milímetros e 1.200 milímetros nas áreas mais baixas, e 1.201 milímetros a 1.400 milímetros nas regiões mais elevadas. A incidência solar anual fica entre 1.800 horas e 2.000 horas.

### Geologia
Os morros que limitam o parque são formados por gnaisses da Unidade Rio Negro, granitos da Unidade Rochas Graníticas e depósitos recentes da Unidade Sedimentos Quaternários. Argissolos de categoria PVAe5 são predominantes na região. Apresenta argissolos com textura média, dos tipos vermelho-amarelo eutrófico câmbico ou típico e amarelo eutrófico saprolítico ou abrúptico. Apresenta, também, neossolos quartzarênico de categoria RQg. O solo possui característica saprolítico em relevo forte ondulado, devido à erosão.

## Geografia
O Parque da Prainha é limitado pelo Morro da Pedra dos Cabritos, Morro Boa Vista e Morro do Caeté, possuindo um formato de anfiteatro. As altitudes do parque variam de zero a 435 metros acima do nível do mar, com área predominante acima dos 100 metros de altitude e com menor área até 30 metros de altitude.

## Turismo
O parque está aberto à visitação de terça a domingo, com horário restrito e entrada gratuita. O acesso é feito pela Avenida Estado da Guanabara, beirando a orla. Não há transporte público na região, mas pode chegar de transporte particular, bicicleta ou a pé. No verão, há controle de número de carros na região e risco de reboque caso estacione em local proibido.

### Infraestrutura
O parque possui um centro de visitantes, o Museu do Surf, auditório, sala de exposições na sede do parque. Na área de entrada há playground, duchas e banheiros públicos, e estacionamento na área externa. A vigilância é feita pelos guardas do Grupamento de Defesa Ambiental. A região não possui iluminação pública e energia elétrica. A sede utiliza energia solar.

### Trilhas
A Trilha Circular é de nível fácil, possui 500 metros de extensão e circunda a Zona de Uso do parque. O acesso a Trilha do Caeté se dá através da Trilha Circular. 
A Trilha do Caeté é de nível fácil com leve inclinação, possui cerca de 800 metros de extensão até o mirante do Caeté e é bem sinalizada. No mirante há uma plataforma de madeira e tem a visão da praia do Recreio, da praia da Barra e da Pedra da Gávea.

A Trilha da Pedra dos Cabritos é de nível moderado com inclinação acentuada. É considerada uma trilha não oficial e seu acesso se dá fora da Zona de Uso do parque, e explora a Pedra dos Cabritos até chegar em seu topo, que tem de um lado a visão para a Praia de Grumari, Praia Funda, Praia do Meio, Praia do Perigoso e a Restinga da Marambaia, e do outro, a visão da Prainha, praia do Recreio e Pedra da Gávea.